# Championnat du Mali de football 1991-1992
La saison 1991-1992 du Championnat du Mali de football était la 25e édition de la première division malienne à poule unique, la Première Division. Les douze meilleurs clubs maliens sont répartis en deux poules où ils s'affrontent en matchs aller-retour. Les deux meilleurs de chaque groupe se qualifient pour la poule pour le titre tandis que le dernier est relégué en deuxième division.
C'est le club de Djoliba AC qui remporte la compétition après avoir terminé en tête de la poule finale, à égalité de points mais une meilleure différence de buts que le Stade malien et trois points d'avance sur l'AS Sigui Kayes. C'est le quatorzième titre de champion du Mali de l'histoire du club.

## Les clubs participants
| - Djoliba AC - AS Real Bamako - AS Tata National - Sonni AC - Débu Mopti - AS Commune II | - Stade malien - El Farouk - AS Sigui Kayes - AS Biton Segou - AS Mandé Bamako - AS Nianan |

## Compétition

### Classement
Le barème de points servant à établir le classement se décompose ainsi :
- Victoire : 2 points
- Match nul : 1 point
- Défaite : 0 point

### Première phase
| Rang | Équipe            | Pts | J | G | N | P | Bp | Bc | Diff |
| ---- | ----------------- | --- | - | - | - | - | -- | -- | ---- |
| 1    | Stade malien      | 13  | 8 |   |   |   |    |    |      |
| 2    | AS Sigui Kayes    | 9   | 8 |   |   |   |    |    |      |
| 3    | AS Real BamakoT   | 8   | 8 |   |   |   |    |    |      |
| 4    | AS Nianan         | 6   | 8 |   |   |   |    |    |      |
| 5    | AS Tata National  | 4   | 8 |   |   |   |    |    |      |
| 6    | El Farouk forfait |     |   |   |   |   |    |    |      |

| Rang | Équipe          | Pts | J  | G | N | P | Bp | Bc | Diff |
| ---- | --------------- | --- | -- | - | - | - | -- | -- | ---- |
| 1    | Djoliba AC      | 18  | 10 |   |   |   |    |    |      |
| 2    | AS Mandé Bamako | 11  | 10 |   |   |   |    |    |      |
| 3    | AS Biton Segou  | 10  | 10 |   |   |   |    |    |      |
| 4    | Sonni AC        | 9   | 10 |   |   |   |    |    |      |
| 5    | AS Commune II   | 7   | 10 |   |   |   |    |    |      |
| 6    | Débu Mopti      | 5   | 10 |   |   |   |    |    |      |

### Poule pour le titre
| Rang | Équipe          | Pts | J | G | N | P | Bp | Bc | Diff |
| ---- | --------------- | --- | - | - | - | - | -- | -- | ---- |
| 1    | Djoliba AC      | 9   | 6 |   |   |   |    |    |      |
| 2    | Stade malienC   | 9   | 6 |   |   |   |    |    |      |
| 3    | AS Sigui Kayes  | 6   | 6 |   |   |   |    |    |      |
| 4    | AS Mandé Bamako | 0   | 6 | 0 | 0 | 6 |    |    |      |

|  | Qualification pour la Coupe des clubs champions 1993  |
|  | Qualification pour la Coupe des Coupes 1993           |
|  | Qualification pour la Coupe de la CAF 1993            |
|  | T : Tenant du titre C : Vainqueur de la Coupe du Mali |

## Bilan de la saison
| Championnat du Mali de football 1991-1992 |                        |
| Champion                                  | Djoliba AC (14e titre) |
| Coupes et trophées                        |                        |
| Vainqueur de la Coupe du Mali 1991-1992   | Stade malien           |
| Qualifications continentales              |                        |
| Coupe des clubs champions 1993            | Djoliba AC             |
| Coupe des Coupes 1993                     | Stade malien           |
| Coupe de la CAF 1993                      | AS Sigui Kayes         |
| Promotions et relégations                 |                        |
| Promus en Division 1                      | Inconnus               |
| Relégués en Division 2                    | El Farouk Tombouctou   |
| Relégués en Division 2                    | Débo Club de Mopti     |